# Urbanización La Barraca

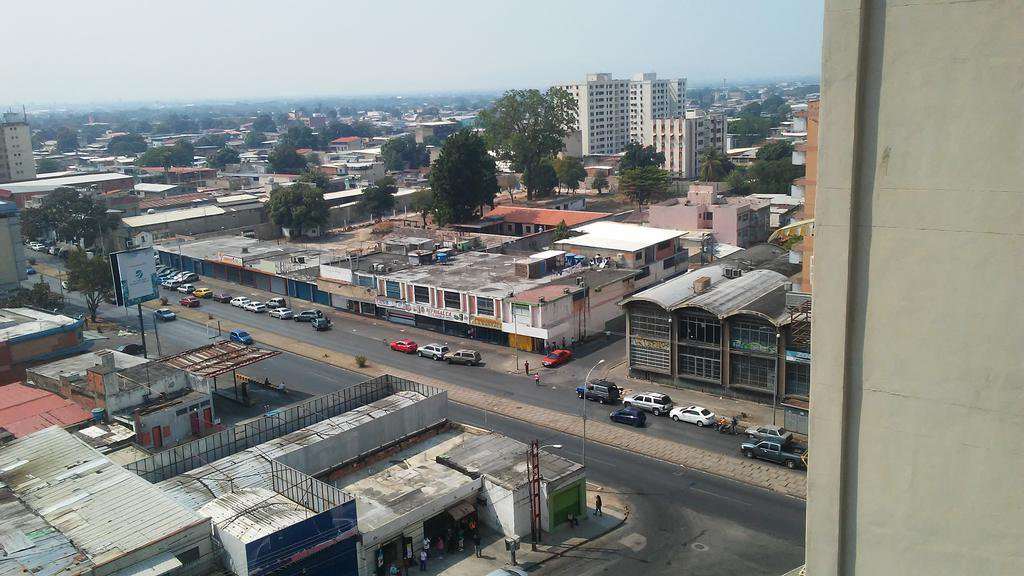
Vista de La Barraca, a la altura de la avenida Bolívar.

La urbanización La Barraca es un conjunto urbano ubicado entre las avenidas Bolívar y Constitución, en la parte sureste de Maracay, municipio Girardot, estado Aragua.

## Historia
En 1930 ya se hallaban familias viviendo en la zona, que aún hoy atraviesa el río Maracay. La construcción de un puente en 1914 permitió el tránsito cotidiano por el lugar. Lo que en un principio no pasaba de ser un modesto caserío, se convirtió en una urbanización gracias a los planes sociales de fabricación de viviendas del Banco Obrero. Las casas constaban de porche, sala, tres cuartos, dos baños y un amplio patio. Los techos eran de asbesto, las paredes de bloque y las ventanas y puertas de marcos metálicos y vidrio. Además se incorporaron instalaciones de aguas blancas y aguas negras.
La urbanización La Barraca se construyó  dentro del Programa Nacional de Viviendas decretado por el gobierno del general Marcos Pérez Jiménez en 1952. Fue inaugurada el 24 de noviembre de 1953, obra del ingeniero Alfredo González Betancourt.
En Maracay, para minimizar los costos de construcción se utilizó un terreno desocupado, propiedad del Estado, en el sector conocido como La Barraca, el cual en su parte oeste había crecido en forma anárquica por parte de población de escasos recursos que migraba a las ciudades en busca de mejores condiciones de vida. La urbanización La Barraca, como así se le llamó para diferenciarla del barrio La Barraca, hacia el oeste del mismo sector La Barraca, fue construida por el Banco Obrero en dos etapas, primero se edificó un conjuntos de casas para finales de los años cuarenta y para principios de los años cincuenta se construyó la unidad vecinal, compuesta por un conjunto de nueve bloques, con capacidad para 76 apartamentos.
El desarrollo urbanístico cuenta además con amplias calles y avenidas rodeadas de árboles frondosos. Como dato curioso, esta urbanización se desarrolló en espacios aledaños a la antigua vía del ferrocarril de Venezuela, sobre la que ahora pasa la avenida Constitución, construida en 1974. Hasta ese entonces podían encontrarse trozos de rieles dispersos en la zona.